# Мойылды (Катон-Карагайский район)
Мойылды (каз. Мойылды, до 1999 г. — Каменка) — село в Катон-Карагайском районе Восточно-Казахстанской области Казахстана. Входит в состав Катон-Карагайского сельского округа. Код КАТО — 635443400.

## Население
В 1999 году население села составляло 276 человек (135 мужчин и 141 женщина). По данным переписи 2009 года, в селе проживало 145 человек (70 мужчин и 75 женщин).